# Concord (Nova Hampshire)
Concord é a capital do estado norte-americano de Nova Hampshire e sede do condado de Merrimack. Foi fundada em 1659 e incorporada em 1733.

## Geografia
De acordo com o United States Census Bureau, a cidade tem uma área de 174 km², dos quais 165,6 km² estão cobertos por terra e 8,4 km² por água.

## Demografia
Segundo o censo nacional de 2010, a sua população é de 42 695 habitantes e sua densidade populacional é de 245,3 hab/km². É a terceira cidade mais populosa do estado. Possui 18 852 residências que resulta em uma densidade de 113,3 residências/km².

## Marcos históricos
O Registro Nacional de Lugares Históricos lista 32 marcos históricos em Concord. O primeiro marco foi designado em 13 de agosto de 1973 e o mais recente em 12 de janeiro de 2018.